# Рупия
Рупия е общото наименование на множество парични единици, използвани в Южна Азия и съседните региони около Индийския океан. Наименованието произлиза от санскритската дума रूप्य с буквално значение „печат“, с която са назовавани ранни сребърни монети.
Днес рупията е основна парична единица в няколко държави:
- Индия – индийска рупия
- Индонезия – индонезийска рупия
- Мавриций – маврицийска рупия
- Малдиви – малдивска рупия
- Непал – непалска рупия
- Пакистан – пакистанска рупия
- Сейшели – сейшелска рупия
- Шри Ланка – шриланкийска рупия

В миналото парични единици с това име са използвани и в Афганистан, Бахрейн, Бирма, Британска Източна Африка, Германска Източна Африка, Кувейт, Обединените арабски емирства, Оман, Тибет.